# بورتريه شاب ممسك بصورة مدورة

بورتريه شاب ممسك بصورة مدورةهي لوحة للرسام الإيطالي ساندرو بوتيتشيلي. وطبقًا لأسلوب الرسم المتبع، فيرجح أنه تم رسمها حوالي عام 1480. أما عن الشاب المرسوم فهو مجهول الهوية، ولكن يعتقد المحللون أنه ربما يكون أحد أفراد آل مديتشي وذلك لأن لورينزو دي ميديشي كان أحد أهم ممولي بوتيتشيلي. يعتقد أن اللوحة تمثل معايير الجمال بالنسبة لمجتمع فلورنسا الراقي خلال عصر النهضة. تُظهر اللوحة بساطة وجودة خامة الرداء الذي يرتديه الشاب، كما أن لونه الأزرق كان من الألوان النادرة في هذا العصر. تم رسم البورتريه باستخدام ألوان التمبرا على خشب الحور يبلغ طول اللوحة 58.7 سم ويبلغ عرضها 38.9. أضيفت صورة القديس إلى اللوحة المستديرة بعد أن تم الإنتهاء من رسم اللوحة، ويعتقد أن رسمة القديس تعود في الأًصل إلى بارتولوميو بولغاريني.